# Baiba Broka (actriu)
Baiba Broka (Riga, RSS de Letònia, 7 de gener de 1973) és una actriu de cinema, teatre i televisió letona.
Nascuda a Riga, Letònia, va començar la seva carrera al cinema en el drama Valsis mūža garumā ("Ballant vals a través de l'amor"), dirigit per Dzidra Ritenberga l'any 1992. També va tenir papers d'alt perfil a la comèdia Ūdensbumba resnajam runcim ("Bomba d'aigua al gat gras"), dirigida per Varis Brasla l'any 2004, on interpretà a Una, la tia malalt d'amor que es veu obligada a tenir cura de les seves dues joves nebodes Marta i Linda. La pel·lícula va guanyar diversos premis, incloent els del jurat infantil: el certificat d'excel·lència de vídeo o llargmetratge d'acció real del Festival Internacional de Cinema d'Infantesa de Chicago i el de millor pel·lícula i millor guió dels Premis Nacionals Letons Lielais Kristaps.
Broka és possiblement més coneguda internacionalment pel seu paper de Brigita, a la coproducció letona-sueca de 1999 del drama romàntic Svar med foto ("Respon amb foto"). Dirigida per Una Celma, la pel·lícula segueix la relació entre una dona letona jove i solitària (Broka) que respon a un anunci personal col·locat per un tímid científic suec (interpretat per Samuel Frôler). Aquesta fou la primera coproducció igualitàriament finançada per un estudi de cinema letó i un altre de suec. Des de 2007, ha estat una membre del repartiment regular de la sèrie de televisió letona Neprāta cena.
Pel seu treball com a actriu de teatre, ha guanyat el Premi sindical de teatre letó Berzins Lilita i és un membre de realització del Teatre Nou de Riga.
Baiba Broka és una de les tres bessones de la seva família. També té un germà, Normunds Broks, i una germana actriu, Ieva Broka. Els seus pares foren Antons Broks i Māra Broka. Tingué una relació de llarga durada amb el director de so Gatis Builis, i dos fills: una filla, Barbara (nascuda el 16 de novembre 2008), i un fill, Teodors (nascut el 12 de març 2010).

## Filmografia seleccionada
- 1992 Valsis mūža garumā ("Ballant vals a través de l'amor")
- 1999 Svar med foto ("Respon amb foto")
- 2004 Ūdensbumba resnajam runcim ("Bomba d'aigua al gat gras")
- 2010 Seržanta Lapiņa atgriešanās ("El retorn del sergent Lapiņš")